# Татаринов, Владимир Васильевич
Влади́мир Васи́льевич Тата́ринов (8 [20] сентября 1878, Москва — 11 мая 1941, Ленинград) — русский советский радиофизик, автор трудов по теории и методам расчёта коротковолновых направленных антенн.

## Биография
Родился 8 (20) сентября 1878 года в Москве.
По окончании в 1904 году физико-математического факультета Московского университета преподавал физику в средних учебных заведениях, а в 1918—1929 годах — в Нижегородском университете. В 1919—1928 годах работал в Нижегородской радиолаборатории, в 1929—1935 годах — в Центральной радиолаборатории в Ленинграде.
В 1932—1935 годах — профессор Ленинградского электротехнического института связи, затем работал в радиопромышленности.
На основе развитого им метода наводимых ЭДС создал теорию и инженерный метод расчёта коротковолновых направленных антенн, сконструировал (1925) несколько типов таких антенн, состоявших из параллельных полуволновых вибраторов (волновой канал). Разработал первую самолётную антенну и первую коротковолновую направленную антенну с пассивным зеркалом (1925—1926).
Предложенный им совместно с М. А. Бонч-Бруевичем принцип применения волн различной длины для работы днём и ночью обеспечил успешную работу первой коротковолновой телеграфной линии связи Москва — Ташкент (1927).
С 1934 года руководил работами по использованию ультракоротких волн в медицине. Разработал оригинальную и экономичную схему настройки фидеров на бегущую волну с помощью так называемого индуктивного мостика. Разработал метод расчёта комплексных сопротивлений сложных антенн с активными и пассивными зеркалами.
Опубликовал 50 научных работ и получил 8 патентов и авторских свидетельств на изобретения.
Умер в Ленинграде 11 мая 1941 года.

## Публикации
- Неподвижные коротковолновые передающие антенны / Инж. В. В. Татаринов. — М., 1932. — 29 с. — (Материалы к I Всесоюзному съезду по вопросам технической реконструкции дела связи и развития слаботочной промышленности. По радиосекции/ Всес. энергетич. ком-т).
- Коротковолновые направленные антенны. — М.: Связьтехиздат, 1933 (Калинин: тип. им. К. Маркса). — 183 с.
- Введение в теорию Максвелла / Проф. В. В. Татаринов; Электротехн. учеб. комбинат связи в Ленинграде. — Ленинград, 1933. — 32 с.
- Трёхзначные таблицы интегральных синусов и косинусов / Проф. В. В. Татаринов; Электротехн. ин-т связи. — Ленинград; Москва: Связьтехиздат, 1934.
- Графики наведенных сопротивлений и объяснение их применения к расчетам сложных антенн / Проф. В. В. Татаринов; Ленингр. электротехн. учеб. комбинат связи. — Ленинград; Москва : Связьтехиздат, 1935. — 15 с.
- Коротковолновые направленные антенны. — 2-е изд., доп. — М.: Связьтехиздат, 1936 («Образцовая» тип.). — 174 с.
- Вопросы метрики и дозиметрии ультравысокой частоты ультракоротких волн в биологии и медицине : [Сборник статей] / Под общ. ред. проф. В. В. Татаринова и доц. Г. Л. Френкеля; Всес. ин-т эксперимент. медицины им. А. М. Горького (Ленингр. филиал) Физ.-биол. отд. — М.: Изд-во Всес. ин-та эксперимент. медицины им. А. М. Горького, 1937 (Тип. Госбанка СССР). — 96 с.
- Исследование сдвига фаз в прямолинейных вибраторе и резонаторе // «Телеграфия и телефония без проводов». — 1925. — № 32.
- Мощная ненаправленная коротковолновая антенна // «Телеграфия и телефония без проводов». — 1929. — Т. 10. — № 4.
- О питании бегущей волной коротковолновых антенн и об определении их сопротивления // «Вестник электротехники». — 1931. — № 1.
- О расчете сопротивлений антенн с активными и пассивными зеркалами // «Техника радио и слабого тока». — 1932. — № 2.